# Yvon Lambert
Yvon Pierre Lambert, född 20 maj 1950, är en kanadensisk före detta professionell ishockeyforward och ishockeytränare. Han tillbringade tio säsonger i den nordamerikanska ishockeyligan National Hockey League (NHL), där han spelade för Montreal Canadiens och Buffalo Sabres. Lambert producerade 479 poäng (206 mål och 273 assists) samt drog på sig 340 utvisningsminuter på 683 grundspelsmatcher. Han spelade också för Nova Scotia Voyageurs och Rochester Americans i American Hockey League (AHL); Port Huron Flags i International Hockey League (IHL) samt Rangers de Drummondville i Ligue de hockey junior majeur du Québec (LHJMQ).
Lambert draftades av Montreal Canadiens i tredje rundan i 1970 års draft som 40:e spelare totalt, där han vann Stanley Cup för säsongerna 1975–1976, 1976–1977, 1977–1978 och 1978–1979.
Efter den aktiva spelarkarriären tränade han Canadiens junior de Verdun i LHJMQ för säsongen 1984–1985.

## Statistik
| 1968–1969  | Rangers de Drummondville |            | —   | 29  | 37  | 66  | —   | —  | —  | —  | —  | —  |
| 1969–1970  | Rangers de Drummondville | LHJMQ      | 52  | 50  | 51  | 101 | 89  | 6  | 7  | 4  | 11 | 16 |
| 1970–1971  | Port Huron Flags         | IHL        | 65  | 23  | 18  | 41  | 81  | 14 | 8  | 1  | 9  | 32 |
| 1971–1972  | Nova Scotia Voyageurs    | AHL        | 67  | 18  | 21  | 39  | 116 | 15 | 4  | 4  | 8  | 28 |
| 1972–1973  | Montreal Canadiens       | NHL        | 1   | 0   | 0   | 0   | 0   | —  | —  | —  | —  | —  |
|            | Nova Scotia Voyageurs    | AHL        | 76  | 52  | 52  | 104 | 84  | 13 | 9  | 9  | 18 | 32 |
| 1973–1974  | Montreal Canadiens       | NHL        | 60  | 6   | 10  | 16  | 42  | 5  | 0  | 0  | 0  | 7  |
| 1974–1975  | Montreal Canadiens       | NHL        | 80  | 32  | 35  | 67  | 74  | 11 | 4  | 2  | 6  | 0  |
| 1975–1976  | Montreal Canadiens       | NHL        | 80  | 32  | 35  | 67  | 28  | 12 | 2  | 3  | 5  | 18 |
| 1976–1977  | Montreal Canadiens       | NHL        | 79  | 24  | 28  | 52  | 50  | 14 | 3  | 3  | 6  | 12 |
| 1977–1978  | Montreal Canadiens       | NHL        | 77  | 18  | 22  | 40  | 20  | 15 | 2  | 4  | 6  | 6  |
| 1978–1979  | Montreal Canadiens       | NHL        | 79  | 26  | 40  | 66  | 26  | 16 | 5  | 6  | 11 | 16 |
| 1979–1980  | Montreal Canadiens       | NHL        | 77  | 21  | 32  | 53  | 23  | 10 | 8  | 4  | 12 | 4  |
| 1980–1981  | Montreal Canadiens       | NHL        | 73  | 22  | 32  | 54  | 39  | 3  | 0  | 0  | 0  | 2  |
| 1981–1982  | Buffalo Sabres           | NHL        | 77  | 25  | 39  | 64  | 38  | 4  | 3  | 0  | 3  | 2  |
| 1982–1983  | Rochester Americans      | AHL        | 79  | 26  | 22  | 48  | 10  | 12 | 2  | 4  | 6  | 2  |
| 1983–1984  | Rochester Americans      | AHL        | 79  | 27  | 43  | 70  | 14  | 18 | 8  | 11 | 19 | 2  |
| NHL totalt | NHL totalt               | NHL totalt | 683 | 206 | 273 | 479 | 340 | 90 | 27 | 22 | 49 | 67 |
| AHL totalt | AHL totalt               | AHL totalt | 301 | 123 | 138 | 261 | 224 | 58 | 23 | 28 | 51 | 64 |